# Hortobágyi páncéloscsata
A hortobágyi más néven alföldi, vagy debreceni páncéloscsata (bár az utóbbi téves elnevezés), német és orosz katonai irodalomban Debreceni hadművelet (oroszul: Дебреценская операция / Debrecinszkaja operacija, németül: Debrecener Operation), a második világháború egyik 1944-ben lezajlott ütközete volt. A szovjet hadvezetés megindította a rohamot Magyarország és Románia felé, ahol a német hadosztályokkal kiegészült csapatok a szovjetek megállítására készültek. Románia azonban augusztus 23-án átállt a szövetségesek oldalára, így a szovjet csapatok lerohanták a német–magyar csapatokat, akik minden eszközzel védekeztek, és végül megállították a szovjeteket, akik így nem tudták bekeríteni a Kárpátokban harcoló csapatokat.

## Előzmények
A Közép Hadseregcsoport pusztulását követően a Vörös Hadsereg minden fronton támadásba lendült 1944. július 19-én, Lemberg környékén is. Hat hét alatt közel 350 kilométert sikerült előrenyomulniuk. Csapataik közben északon átkeltek a Visztulán. 1944. augusztus 20-án a szovjetek Ukrajna felől is támadást indítottak, ezúttal Románia felé. Három nap alatt szétverték a védekező román és kisebb számú német egységeket, és megadásra kényszerítették Romániát. A németek eközben újabb hadosztályokat dobtak át Magyarországra, hogy megakadályozzák csapataik bekerítését és az ország átállását. A román átállást követően a szovjet erők megkerülték az Árpád-vonalnak nevezett erődítményrendszert a Keleti-Kárpátokban, katlanba zárva az Erdélyben harcoló magyar és német csapatokat. Azonban az itt védekező német és magyar csapatok több mint 2 hónapig kitartottak a szovjet túlerővel szemben.

## A csata
Nagyvárad mind a németek, mind pedig a szovjetek számára fontos célpont volt, mivel a város a szovjet csapatösszevonások oldalában helyezkedett el, veszélyeztetve azt. Ezért a 2. Ukrán Front október 2-án és 3-án 6. gárda-harckocsihadseregével (176 harckocsival és rohamlöveggel) megpróbálta elfoglalni, de visszaverték támadásait, súlyos veszteségek mellett.
Ennek ellenére a 2. Ukrán Front Malinovszkij marsall parancsnoksága alatt október 6-án hajnali 4 óra 30 perckor csaknem 800 km-es arcvonalon támadásba lendült. A front balszárnyát a szovjet 46. hadsereg és a frontnak alárendelt román 1. hadsereg fedezte. A jobbszárnyon a szovjet 7. és  40. gárda-hadsereg támadott Szurdok–Apahida irányában. A szovjet 27. hadsereg (sávjában a Gorskov lovas-harckocsi csoport 5. gárda-lovas- és 23. harckocsihadtest kb. 176 harckocsival, illetve önjáró löveggel; parancsnoka Szergej Gorskov altábornagy) és a román 4. hadsereg Kolozsvár elfoglalását kapta feladatul, majd tovább kellett támadniuk Zilah felé. A front főerői Arad északnyugati körzetéből indították meg Debrecen–Nyíregyháza–Csap irányú támadásukat. A főcsapást mérő csoportosítást a Plijev lovas-gépesített csoport (4. gárda- és 6. gárda-lovashadteste és 7. gépesített hadteste 389 harckocsival és önjáró löveggel, parancsnoka I. A. Plijev altábornagy), a 6. gárda-harckocsihadsereg (5. gárda-harckocsi-, 9. gárda-gépesített- és 33. lövészhadteste 166 harckocsival, illetve önjáró löveggel, parancsnoka A. G. Kravcsenko vezérezredes) valamint az 53. hadsereg (27., 49., 57. lövész- és 18. harckocsihadteste 72 harckocsival és önjáró löveggel) alkotta. A csapatokat a szovjet 5. légi hadsereg 1215 repülőgépe támogatta.
A Plijev-csoport és az 53. hadsereg csapatai a Nagyszalonta–Szeged arcvonalon a hadművelet első napján mintegy 100 km-es szélességben és 40 km mélységben áttörték a 3. magyar hadsereg védelmét, amelyet parancsnoka, Heszlényi József altábornagy kénytelen volt a Tisza mögé visszavonni. A lovas-gépesített csoport erői október 8-ára 90–100 km-t nyomultak előre s elérték Karcag és Hajdúszoboszló térségét, noha 6-án és 7-én a magyar 3. hadsereg visszavonuló részei és a körzetben lévő német légvédelmi tüzérség 8,8 cm-es, páncélosok ellen is kiváló lövegei Gyoma és Endrőd, valamint Körösladány körzetében jelentősen megnehezítették a szovjetek átkelését a Körösön. A 6. gárda-harckocsihadsereg azonban továbbra sem boldogult Nagyvárad körzetében, támadása elakadt a város felé vezető utakon.
Október 10-én reggel 6 óra 20 perckor a német 1. páncéloshadosztály – kijutva Püspökladány körzetébe – felvette a kapcsolatot a 13. páncéloshadosztállyal. Ezzel a német csapatok a szovjet 6. gárda-lovashadtest utánpótlási vonalait elvágták, és erőit a nap folyamán bekerítették. Aznap a Tiszántúlon a német Breith-páncéloscsoport 59 bevethető harckocsival és 66 rohamlöveggel, összesen 125 harcképes páncélossal rendelkezett. Beérkezőben volt a Feldherrnhalle páncélgránátos-hadosztály harccsoportja 28 bevethető StuG III rohamlöveggel, valamint a 109. páncélosdandár 33 bevethető Panther harckocsival és Jagdpanzer IV L/70 páncélvadásszal. A 6. hadseregnek átadott, de még be nem érkezett 1176., 1179. és 1257. rohamlövegosztályok összesen 25 bevethető Hetzer vadászpáncélost számláltak. Ezek alapján a német 6. hadsereg már harcoló 125 páncélosa mellé erősítésként további 86 bevethető harckocsit és rohamlöveget várhatott. Többször tervbe vették ugyan a magyar 2. páncéloshadosztály átadását is (12 bevethető német gyártmányú harckocsival), de ez mégsem valósult meg. A németek saját adataik szerint október 6–10. között 164 szovjet páncélost semmisítettek meg, illetve zsákmányoltak.
A kialakult helyzetben mindkét fél újabb erők térségbe vezénylésére kényszerült. A németek hamarosan Magyarországra indították a 24. páncéloshadosztályt és a Tiger B nehézharckocsikkal felszerelt 503. nehézpáncélos-osztályt. A Feldherrnhalle páncélgránátos-hadosztályt Tiszafüredről Balmazújváros felé, az annak feltöltésére kijelölt, de egyelőre önállóan harcoló 109. páncélosdandárt pedig Hajdúhadház felé irányították. A szovjetek visszarendelték a Tiszától a 18. harckocsihadtestet, amely az 1. légideszant-hadosztállyal azt a feladatot kapta, hogy Karcag és Püspökladány birtokbavételével szakítsa fel a gyűrűt a 6. gárda-lovashadtest körül.
Október 11-én és 12-én a Plijev csoport zöme északnyugat felől sorozatos támadásokat intézett a Nagyvárad északi és északnyugati körzetében védő német 23. páncéloshadosztály és 76. gyaloghadosztály vonalai ellen. A szovjet front tartalékában álló "Gorskov" csoport részeinek a Nagyváradot védő magyar 12. tartalékhadosztály állásait délről támadó szovjet 33. lövészhadtestet kellett segítenie. Ennek eredményeképpen október 12-én a szovjetek birtokba vették Nagyváradot. A 6. gárda-harckocsihadsereg zöme október 9–11. között többszöri kísérletezés után sem tudta elfoglalni Komádit, s jelentős veszteségeket szenvedett.
Nagyvárad elveszítése után a Dél Hadseregcsoport célja az volt, hogy a 6. hadsereggel halogató harcokban feltartóztassa a szovjet előrenyomulást, minimum addig, amíg a német 8. és magyar 2. hadsereg erői visszavonulnak a Tisza mögé. Mivel a csapatok átkelését Nyíregyháza körül tervezték, a Debrecen–Nyíregyháza irányban fekvő helységek zömében védőállásokat és páncéltörő reteszállásokat létesítettek azzal a szándékkal, hogy a rohamozó szovjet lovas-, gépesített-, és harckocsizó erőket hosszú ideig tartó helységharcokra kényszerítve átmenetileg feltartóztassák.
Malinovszkij marsall október 12-én este utasította a Plijev csoportot, hogy észak felé fordulva támadjon Debrecen–Nyíregyháza–Csap irányába, a Gorskov csoportnak pedig a német 8. hadsereg visszavonulási útját kellett elvágni. Másnap a szovjet gyors csapatok megindították újabb támadásukat.
Október 13-án és 14-én heves harcok folytak a Berettyó–Sebes-Körös közén. A szovjetek támadása igen lassan haladt Debrecen irányában. Október 16-án a 18. harckocsihadtest végre összeköttetést teremtett a bekerítésben lévő 6. gárda-lovashadtesttel, amely napokig csak légi úton kapott elégtelen utánpótlást. Derecske körzetében a 23. páncéloshadosztály vívott heves harcokat a Plijev csoport részeivel. Október 18-án Malinovszkij – látva csapatai szétforgácsolt erőkifejtését – a Plijev csoportot, az időközben felzárkózott 6. gárda-harckocsihadsereget és a Gorskov csoport erőit Debrecen mielőbbi elfoglalására utasította.
Az október 15–16-i budapesti politikai események után felszabadult 24. páncéloshadosztály és 503. nehézpáncélos-osztály, kiegészülve a 4. SS-csendőr-páncélgránátos-hadosztály erőivel, a IV. páncéloshadtest vezetése alatt Szolnok körzetéből október 19-én keleti-délkeleti irányban támadást indított azzal a céllal, hogy a Debrecennél harcoló III. páncéloshadtesttel kapcsolatot létesítsen. A német csapatok átgázoltak a velük szemben álló román csapatokon és elfoglalták Mezőtúrt. Másnap Túrkeve és Kisújszállás körül harcoltak, de október 20-án reggelre az összpontosított szovjet támadás már elfoglalta Debrecent. A várost kiürítő védők Debrecen északi körzetében megkapaszkodtak, és ellenlökésekkel lassították a Nyíregyháza felé törekvő szovjeteket. Ennek ellenére a Plijev csoport (alárendeltségében Gorskov csapataival) október 20-án megindult észak felé, noha aznap csupán 20–22 km-t tudtak előrenyomulni.
Október 22-én reggel azonban a szovjetek elfoglalták Nyíregyházát és előrevetett kötelékeik elérték Tokaj és Csap körzetét. Úgy tűnt, a szovjet hadvezetés elérte célját, birtokba veszi a tiszai átkelőket, és ezzel elvágja a Dél Hadseregcsoport zömének visszavonulási útvonalát.
Október 22-én azonban nem a várt dolgok történtek, mert a német 23. páncéloshadosztály Újfehértó felől támadva elfoglalta Nagykállót, a Nyíregyházáig előretört 4. gárda- és 5. gárda-lovas- és 23. harckocsihadtest fő utánpótlási vonalának csomópontját. Miután 24-én hajnalban a nyugat felé visszavonuló német 8. hadsereg 3. hegyi hadosztályának részei elérték Nagykálló keleti körzetét, Plijev altábornagy csoportosítása bekerítésbe került. A szovjet csapatok többször is megpróbálták áttörni a gyűrűt, de a dél felé védő 1. páncéloshadosztállyal szemben ez nem sikerült. Ezért Malinovszkij arra utasította Plijev tábornokot, hogy Nyíregyházán hagyjon némi erőt körvédelemben, a zömmel pedig október 26-án törjön ki Nagykálló felé.
A szovjetek csupán igen súlyos veszteségek árán, felszerelésük zömének hátrahagyásával tudtak kijutni a bekerítésből. Nyíregyházát 26-án éjjel ismét elfoglalták a németek, így a német–magyar csapatok átkelhettek a Tiszán, és új védelmi vonalat építhettek ki a folyó mögött. Az alföldi páncéloscsata október 31-én a polgári és tiszalöki német hídfők feladásával ért véget.

## Következmények

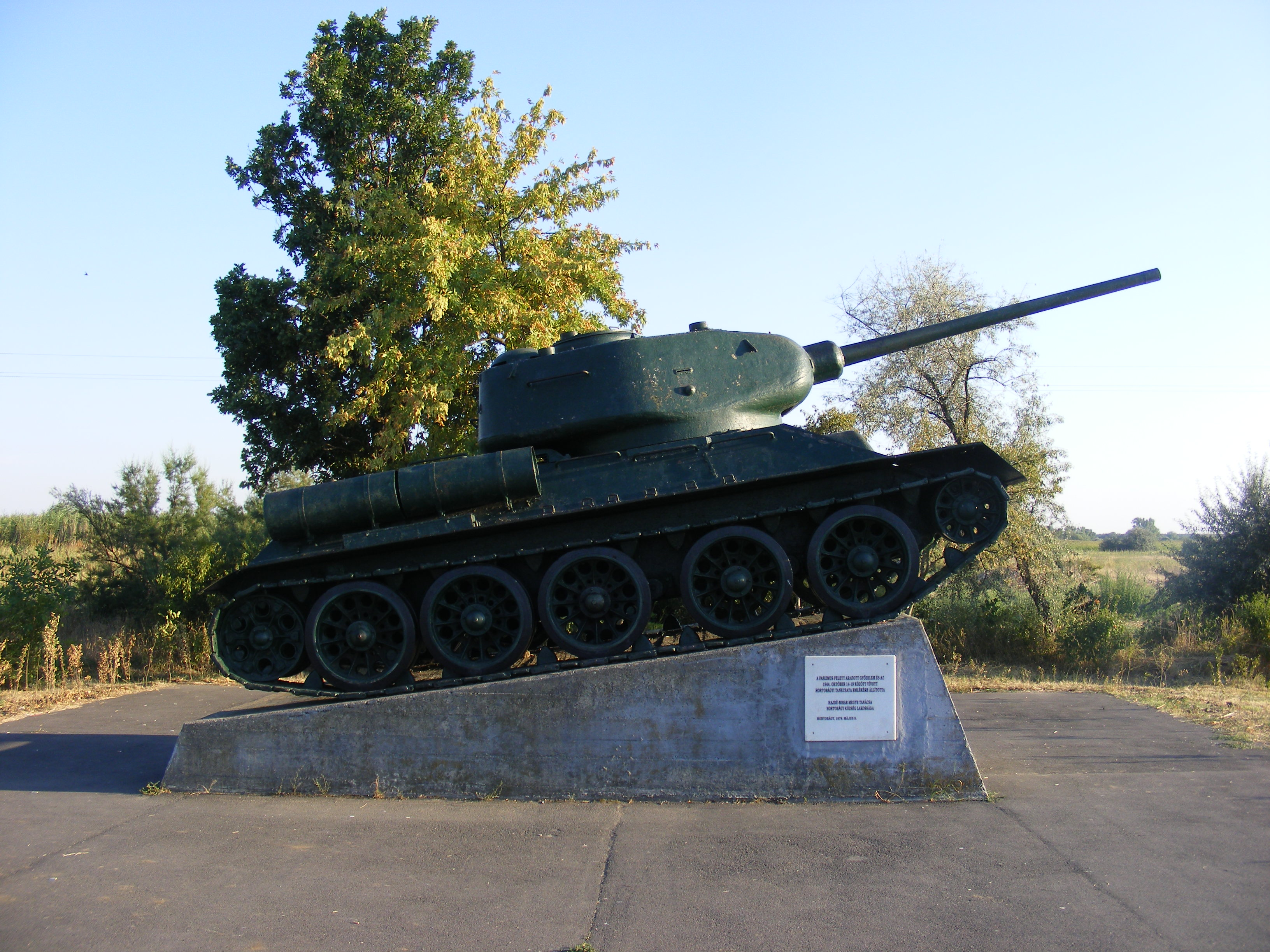
A hortobágyi páncéloscsata emlékműve.

A csatában a szovjetek a gyorsaság kedvéért felhagytak az úgynevezett mély hadművelet elveinek megfelelő, begyakorolt eljárásaikkal és egyfajta „szovjet villámháborút” szerettek volna megvalósítani, de erre a németekétől eltérő vezetési elveik, tisztjeik képzettségi szintje és csapataik szervezete nem tette őket alkalmassá. A szovjetek elfoglalták a Tiszántúlt, közelebb kerültek Budapesthez, a Kárpátokban is visszavonták előlük a magyar 1. hadsereget. Ám kitűzött céljukat: a Dél Hadseregcsoport zömének bekerítését és szétzúzását nem sikerült végrehajtaniuk.
1944 végére a Vörös Hadsereg szinte egész Kelet Európát lerohanta. Csapataik minden fronton előretörtek, és északon az orosz egységek (a háború során először) német területre léptek. Minden szövetséges és korábbi támogató elpártolt a németek mellől, azonban Magyarország kiugrási kísérletét a német csapatok megakadályozták. Karácsony másnapján a szovjet csapatok bekerítették Budapestet.